# Cantó de Lo Puèi de Velai Oest
El cantó de Lo Puèi de Velai Oest és un cantó francès del departament de l'Alt Loira, situat al districte de Lo Puèi de Velai. Té 2 municipis i part del de Lo Puèi de Velai.

## Municipis
- Ceyssac
- Espaly-Saint-Marcel
- Lo Puèi de Velai (part)

## Història
| Data d'elecció                           | Identitat          | Partit | Qualitat |
| ---------------------------------------- | ------------------ | ------ | -------- |
| 197.-1985                                | M. Dumas           | PS     |          |
| 1985-1998                                | Pierre Acassard    | UDF    |          |
| 1998-2004                                | André Roure        | PS     |          |
| 2004-2009                                | Jacques Volle      | UMP    |          |
| 2009-                                    | Christiane Mosnier | UMP    |          |
| les dades anteriors no són pas conegudes |                    |        |          |
|                                          |                    |        |          |